# JOPP
program JOPP (ang. Joint Venture PHARE Programme (JOPP programme)) – Program Joint Venture Phare – program Unii Europejskiej zainicjowany przez Komisję Europejską w 1991 r. celem organizacji przedsięwzięć joint venture, wspierania inwestycji zagranicznych w państwach Europy Środkowo-Wschodniej.
Dzięki programowi możliwe było także inicjowanie akcji edukacyjnych, finansowanie wspólnych inicjatyw oraz wspomaganie transferu technologii. JOPP do 1999 r. obejmował tylko Polskę i Węgry, od 2000 r. – 11 państw środkowoeuropejskich, w tym Litwę, Łotwę i Estonię. Nazwa programu to uproszczony akronim od pełnej angielskiej JOint Venture Phare Programme.
Program JOPP był uzupełnieniem programu Phare i finansowany był ze środków komisji Europejskiej.